# Камышово
Камышово — село в Лиманском районе Астраханской области России, административный центр Камышовского сельсовета.

## Общая физико-географическая характеристика
Село расположено на северо-востоке Лиманского района, в пределах Прикаспийской низменности, на высоте около 20 метров ниже уровня мирового океана. Рельеф местности — ильменно-бугровый. Особенностью рельефа являются возвышающиеся над окружающей местности бугры Бэра. Понижения между буграми заняты ильменями, ериками и солончаками. Почвенный покров комплексный: на буграх Бэра распространены бурые полупустынные почвы, в межбугровых понижениях ильменно-болотные и ильменно-луговые почвы.
По автомобильной дороге расстояние до областного центра города Астрахани составляет 100 км, до районного центра посёлка городского типа Лиман — 37 км. Ближайшие населённые пункты: село Яр-Базар, расположенное в 4 км к северо-востоку от Камышева, и село Заречное, расположенное в 16 км к югу.
Климат
Климат резко континентальный, крайне засушливый (согласно классификации климатов Кёппена-Гейгера — Bsk). Среднегодовая температура воздуха положительная и составляет + 10,3 °C, средняя температура самого холодного месяца января — 4,9 °C, самого жаркого месяца июля + 25,1 °C. Расчётная многолетняя норма осадков — 229 мм. Наименьшее количество осадков выпадает в феврале (12 мм), наибольшее в июне (27 мм)

## История
Село Камышово, в далеком прошлом Кунь-Куня (калм. Күңкүнә), возникло из небольших разрозненных калмыцких хотонов среди степей и приволжских ильменей. Традиционно здесь проживают калмыки рода заамут Багацохуровского аймака (калм. Баһ-Цоохр заамд)
В самом начале 20 века здесь стали селиться выходцы из села Караванное. Сначала село называлось Садовое, затем было переименовано в Камышово, так как здесь была организована заготовка и реализация камышовых плит по линии «Камышпромхоза».
Сельский совет был образован в 1919 году с центром в поселке Багацехур. В мае 1927 года Багацехурский совет передан в состав Калмыцкой автономной области и именуется Кюктинский сельсовет.
28 декабря 1943 года калмыцкое население было депортировано, Калмыцкая АССР ликвидирована. Кюктинский сельсовет был включён в состав Астраханской области. 25 мая 1944 года сельсовет был переименован в Камышовский.

## Население
| 2002 | 2010 | 2012 |
| ---- | ---- | ---- |
| 716  | ↘654 | ↗748 |

Согласно результатам переписи 2002 года большинство населения посёлка составляли русские (70 %) и калмыки (26 %)

## Известные жители и уроженцы
- Азарова, Надежда Борисовна — депутат Государственной Думы Федерального собрания Российской Федерации третьего и четвёртого созывов.